# FECAVA
FECAVA (Federation of European Companion Animal Veterinary Associations) — международная некоммерческая организация, объединяющая европейские ветеринарные организации и ассоциации.

## История
Организация создана 12 мая 1990 года. С 1990 по 2012 год она издавала печатную версию журнала «European Journal of Companion Animal Practice» (EJCAP), а с 2012 года — онлайн-версию.
В 1992 году FECAVA создала рабочую группу по подготовке ветеринарных медсестёр в Европе. Эта инициатива привела к созданию в 2007 году ACOVENE — Аккредитационного комитета по ветеринарному образованию медсестёр.
FECAVA была инициатором введения «Открытого стандарта» чипирования животных.
С 1994 года FECAVA ежегодно проводит европейские ветеринарные конгрессы.
В 1990-х и начале 2000-х годов FECAVA организовала ряд европейских курсов непрерывного образования, что в дальнейшем сыграло важную роль в создании VetCEE (ветеринарное непрерывное образование).
Также организация многие годы занималась вопросами устойчивости к антибиотикам, профилактики укусов собак, социальной и экономической ценности домашних животных, торговли щенками и управления бездомными собаками.
В 2019 году ветеринарный конгресс FECAVA впервые прошел в России — в Экспофоруме Санкт-Петербурга, став самым крупным за всю историю проведения.
Было зарегистрировано 3 200 участников из 51 страны:
Россия и страны СНГ (72 %),
Финландия (3 %),
Эстония (3 %),
Латвия (2 %),
Румыния (1 %),
Бельгия (1 %),
другие страны (18 %).
Выступило 62 докладчиков с 174 лекциями; 31 лекций было на русском языке (Программа русского зала).
Президент Европейского ветеринарного конгресса FECAVA-2019 Середа Сергей Владимирович.
Член оргкомитета Ермаков Алексей Михайлович.

## Руководство
- Дэнис Новак (с 2019)
- Вольфганг Доне (2017—2019)
- Джерзи Гавор (2015—2017)
- Моник Мегенс (2013—2015)
- Саймон Орр (2011—2013)
- Йохан ван Тилбург (2009—2011)
- Эндрю Бирн (2007—2009)
- Эллен Бьеркас (2005—2007)
- Саймон Клейнжан (2003—2005)
- Рэй Бутчер (2001—2003)
- Марк Буше (1999—2001)
- Бен Альбалас (1995—1999)
- Дидье-Ноэль Карлотти (1990—1994)

## Конгрессы
| №  | Год  | Город           | Страна   | Дата           | Место                                          | Ссылка |
| -- | ---- | --------------- | -------- | -------------- | ---------------------------------------------- | ------ |
| 1  | 1994 | Париж           | Франция  | …              | …                                              |        |
| …  | …    | …               | …        | …              | …                                              |        |
| 19 | 2013 | Дублин          | Ирландия | 2—5 октября    | Дублинский конференц-центр                     |        |
| 20 | 2014 | Мюнхен          | Германия | 6—9 ноября     | Internationales Congress Center München (нем.) |        |
| 21 | 2015 | Барселона       | Испания  | 15—17 октября  | Fira Barcelona (исп.)                          |        |
| 22 | 2016 | Вена            | Австрия  | 22—25 июня     | Хофбург                                        |        |
| 23 | 2017 | Копенгаген      | Дания    | 25—28 сентября | Bella Center (англ.)                           |        |
| 24 | 2018 | Таллин          | Эстония  | 14—16 июня     | Tallinn Creative Hub (эст.)                    | [ 7 ]  |
| 25 | 2019 | Санкт-Петербург | Россия   | 4—9 сентября   | Экспофорум                                     | [ 8 ]  |
| 26 | 2020 | Варшава         | Польша   | 23—26 сентября | EXPO XXI (поль.)                               |        |